# Metapenaeopsis tenella
Metapenaeopsis tenella är en kräftdjursart som beskrevs av Liu och Zhong 1986. Metapenaeopsis tenella ingår i släktet Metapenaeopsis och familjen Penaeidae. Inga underarter finns listade i Catalogue of Life.